# Spoorlijn Villefranche-sur-Cher - Blois
De spoorlijn Villefranche-sur-Cher - Blois was een Franse spoorlijn van Villefranche-sur-Cher naar Blois. De lijn was 54,8 km lang en heeft als lijnnummer 591 000.

## Geschiedenis
De lijn werd in gedeeltes geopend door de Compagnie du chemin de fer de Paris à Orléans, van Villefranche-sur-Cher naar Romorantin op 23 december 1872, van Romorantin naar Vineuil-Saint-Claude op 29 oktober 1883 en van Vineuil-Saint-Claude naar Blois op 31 oktober 1884.
Personenvervoer op de lijn werd opgeheven op 15 mei 1939. Na het opblazen van de spoorbrug over de Loire op 11 juni 1944 was er ook geen goederenvervoer meer mogelijk tussen Vineuil-Saint-Claude en Saint-Denis-sur-Loire. Nadien werd dit stapsgewijs afgebouwd, als eerste sloot het gedeelte tussen Romorantin en Vineuil-Saint-Claude op 1 november 1953. Tussen Villefranche-sur-Cher en Romorantin was er tot 1991 goederenvervoer en tussen Saint-Denis-sur-Loire en La Chaussée-Saint-Victor tot 2009.

## Aansluitingen
In de volgende plaatsen is of was er een aansluiting op de volgende spoorlijnen:
Villefranche-sur-Cher
RFN 593 000, spoorlijn tussen Vierzon en Saint-Pierre-des-Corps
Blois
RFN 559 000, spoorlijn tussen Pont-de-Braye en Blois
RFN 570 000, spoorlijn tussen Paris-Austerlitz en Bordeaux-Saint-Jean